# Ferguson (Iowa)
Ferguson – miasto w Stanach Zjednoczonych, w stanie Iowa, w hrabstwie Marshall. Zgodnie ze spisem statystycznym z 2000 roku, miasto liczyło 126 mieszkańców.